# 1991-es MTV Video Music Awards
Az 1991-es MTV Video Music Awards díjátadója 1991. szeptember 5-én került megrendezésre, és a legjobb, 1990. június 2-ától 1991. június 15-ig készült klipeket díjazta. Az est házigazdája Arsenio Hall volt. A díjakat a Los Angeles-i Gibson Amphitheatre-ben adták át.
Ebben az évben egy új kategóriát vezettek be, a Legjobb videó összeállítást, amely rövid életűnek bizonyult, mivel a következő éven már meg is szüntették. A Legjobb posztmodern videó kategóriát a Legjobb alternatív zenei videó váltotta.
A R.E.M. az est legtöbbször díjazott és legtöbbször jelölt előadója. A Losing My Religion klipje nemcsak az Év videója díjat vihette haza, hanem öt további kategóriában győzött. Továbbá a R.E.M. tíz jelölése a legtöbbet jelölt előadóvá tette az együttest, ráadásul a Losing My Religion lett a legtöbbet jelölt videó.

## Jelöltek
A győztesek félkövérrel vannak jelölve.

### Az év videója
- C+C Music Factory — Gonna Make You Sweat (Everybody Dance Now)
- Deee-Lite — Groove Is in the Heart
- Divinyls — I Touch Myself
- Chris Isaak — Wicked Game (koncept)
- Queensrÿche — Silent Lucidity
- R.E.M. — Losing My Religion

### Legjobb férfi videó
- Jon Bon Jovi — Blaze of Glory
- Gerardo — Rico Suave
- Chris Isaak — Wicked Game (koncept)
- George Michael — Freedom! '90

### Legjobb női videó
- Paula Abdul — Rush Rush
- Neneh Cherry — I've Got You Under My Skin
- Amy Grant — Baby Baby
- Janet Jackson — Love Will Never Do (Without You)
- Madonna — Like a Virgin (Truth or Dare verzió)

### Legjobb csapatvideó
- The Black Crowes — She Talks to Angels
- Divinyls — I Touch Myself
- Queensrÿche — Silent Lucidity
- R.E.M. — Losing My Religion

### Legjobb új előadó egy videóban
- C+C Music Factory — Gonna Make You Sweat (Everybody Dance Now)
- Deee-Lite — Groove Is in the Heart
- Gerardo — Rico Suave
- Jesus Jones — Right Here, Right Now
- Seal — Crazy

### Legjobb metal/hard rock videó
- AC/DC — Thunderstruck
- Aerosmith — The Other Side
- Alice in Chains — Man in the Box
- The Black Crowes — She Talks to Angels
- Faith No More — Falling to Pieces
- Guns N’ Roses — You Could Be Mine
- Queensrÿche — Silent Lucidity
- Warrant — Uncle Tom's Cabin

### Legjobb rap videó
- 3rd Bass — Pop Goes the Weasel
- DJ Jazzy Jeff & The Fresh Prince — Summertime
- Ice-T — New Jack Hustler
- LL Cool J — Mama Said Knock You Out
- Monie Love — It's a Shame (My Sister)

### Legjobb dance videó
- Bingoboys (közreműködik Princessa) — How to Dance
- C+C Music Factory — Gonna Make You Sweat (Everybody Dance Now)
- Deee-Lite — Groove Is in the Heart
- EMF — Unbelievable

### Legjobb alternatív zenei videó
- Jane’s Addiction — Been Caught Stealing
- Jesus Jones — Right Here, Right Now
- R.E.M. — Losing My Religion
- The Replacements — When It Began

### Legjobb filmből összevágott videó
- Bryan Adams — (Everything I Do) I Do It for You (a Robin Hood, a tolvajok fejedelme filmből)
- Jon Bon Jovi — Blaze of Glory (az A vadnyugat fiai II. filmből)
- Guns N’ Roses — You Could Be Mine (a Terminátor 2 – Az ítélet napja filmből)
- Chris Isaak — Wicked Game (a Veszett a világ filmből)

### Legjobb videó összeállítás
- Aerosmith — Things That Go Pump in the Night
- Peter Gabriel — P.O.V.
- Madonna — The Immaculate Collection
- R.E.M. — Tourfilm

### Legnagyobb áttörés
- Deee-Lite — Groove Is in the Heart
- Enigma — Sadeness (Part I)
- R.E.M. — Losing My Religion
- Seal — Crazy

### Legjobb rendezés
- Chris Isaak — Wicked Game (koncept) (Rendező: Herb Ritts)
- George Michael — Freedom! '90 (Rendező: David Fincher)
- Queensrÿche — Silent Lucidity (Rendező: Matt Mahurin)
- R.E.M. — Losing My Religion (Rendező: Tarsem)

### Legjobb koreográfia
- C+C Music Factory — Gonna Make You Sweat (Everybody Dance Now) (Koreográfus: Jamale Graves)
- Janet Jackson — Love Will Never Do (Without You) (Koreográfus: Herb Ritts, Janet Jackson és Tina Landon)
- Madonna — Like a Virgin (Truth or Dare verzió) (Koreográfus: Vincent Paterson)
- MC Hammer — Pray (Jam the Hammer Mix) (Koreográfus: MC Hammer és Ho Frat Hooo!)

### Legjobb speciális effektek
- Neneh Cherry — I've Got You Under My Skin (Speciális effektek: Pitov)
- Faith No More — Falling to Pieces (Speciális effektek: David Faithfull és Ralph Ziman)
- MC Hammer — Here Comes the Hammer (Speciális effektek: Fred Raimondi és Maury Rosenfeld)
- The Replacements — When It Began (Speciális effektek: Carl Bressler és Paul Rachman)
- Seal — Crazy (Speciális effektek: Big TV!)
- Bart Simpson — Do the Bartman (Speciális effektek: Brad Bird)

### Legjobb művészi rendezés
- Edie Brickell & New Bohemians — Mama Help Me (Művészi rendezés: Leonardo)
- C+C Music Factory — Things That Make You Go Hmmm... (Művészi rendezés: Marcus Nispel)
- Faith No More — Falling to Pieces (Művészi rendezés: David Faithfull)
- Janet Jackson — Love Will Never Do (Without You) (Művészi rendezés: Pierluca De Carlo)
- Jellyfish — The King Is Half-Undressed (Művészi rendezés: Michael White)
- George Michael — Freedom! '90 (Művészi rendezés: John Beard)
- R.E.M. — Losing My Religion (Művészi rendezés: José Montaño)

### Legjobb vágás
- C+C Music Factory — Gonna Make You Sweat (Everybody Dance Now) (Vágó: Marcus Nispel)
- Deee-Lite — Groove Is in the Heart (Vágó: Hiroyuki Nakano)
- Chris Isaak — Wicked Game (koncept) (Vágó: Bob Jenkis)
- George Michael — Freedom! '90 (Vágó: Jim Haygood and George Michael)
- R.E.M. — Losing My Religion (Vágó: Robert Duffy)
- Seal — Crazy (Vágó: Big TV!)

### Legjobb operatőr
- Chris Isaak — Wicked Game (koncept) (Operatőr: Rolf Kesterman)
- LL Cool J — Mama Said Knock You Out (Operatőr: Stephen Ashley Blake)
- George Michael — Freedom! '90 (Operatőr: Mike Southon)
- R.E.M. — Losing My Religion (Operatőr: Larry Fong)

### Közönségdíj
- C+C Music Factory — Gonna Make You Sweat (Everybody Dance Now)
- Deee-Lite — Groove Is in the Heart
- Divinyls — I Touch Myself
- Chris Isaak — Wicked Game
- Queensrÿche — Silent Lucidity
- R.E.M. — Losing My Religion

### Nemzetközi közönségdíj

#### MTV Asia
- Kenny Bee — Be Brave to Love
- Bird — Prik Kee Noo
- Ciu Jian — Wild in the Snow
- Chris Ho — Fictional Stuff

#### MTV Australia
- Crowded House — Chocolate Cake
- Ratcat — Don't Go Now
- Third Eye — The Real Thing
- Yothu Yindi — Treaty (Filthy Lucre Mix)

#### MTV Brasil
- Cidade Negra — Falar a Verdade
- Engenheiros do Hawaii — Refrão de Bolero
- Kid Abelha — Grand' Hotel
- Os Paralamas do Sucesso  — Caleidoscópio
- Sepultura — Orgasmatron

#### MTV Europe
- EMF — Unbelievable
- Pet Shop Boys — Being Boring
- Roxette — Wild in the Snow
- Seal — Crazy

#### MTV Internacional
- Franco De Vita — No Basta
- Emmanuel — Bella Señora
- Juan Luis Guerra & 440 — A Pedir Su Mano
- Los Prisioneros — Estrechez de Corazón

#### MTV Japan
- Flipper's Guitar — Groove Tube
- (nem adtak meg további jelölteket)

### Életmű-díj
- Bon Jovi
- Wayne Isham

## Fellépők
- Van Halen — Poundcake
- C+C Music Factory — Things That Make You Go Hmmmm.../Here We Go/Gonna Make You Sweat (Everybody Dance Now)
- Poison — Talk Dirty to Me
- Mariah Carey — Emotions
- EMF — Unbelievable
- Paula Abdul — Vibeology
- Queensrÿche — Silent Lucidity
- LL Cool J — Mama Said Knock You Out
- Metallica — Enter Sandman
- Don Henley — The Heart of the Matter
- Guns N’ Roses — Live and Let Die
- Prince and The New Power Generation — Gett Off